# Bermuda az 1972. évi nyári olimpiai játékokon
Bermuda az NSZK-beli Münchenben megrendezett 1972. évi nyári olimpiai játékok egyik részt vevő nemzete volt. Az országot az olimpián 3 sportágban 9 sportoló képviselte, akik érmet nem szereztek.

## Evezés
| Versenyző         | Versenyszám  | Előfutam | Előfutam | Vigaszág | Vigaszág | Elődöntő | Elődöntő | Döntő   | Döntő   | Döntő   | Helyezés    |
| Versenyző         | Versenyszám  | Idő      | Hely.    | Idő      | Hely.    | Idő      | Hely.    | Típus   | Idő     | Hely.   | Helyezés    |
| ----------------- | ------------ | -------- | -------- | -------- | -------- | -------- | -------- | ------- | ------- | ------- | ----------- |
| James Butterfield | Egypárevezős | 8:29,20  | 5.       | 8:26,16  | 5.       | kiesett  | kiesett  | kiesett | kiesett | kiesett | helyezetlen |

## Ökölvívás
| Versenyző   | Versenyszám  | 32-es főtábla             | Nyolcaddöntő      | Negyeddöntő       | Elődöntő          | Döntő             | Helyezés |
| Versenyző   | Versenyszám  | Ellenfél Eredmény         | Ellenfél Eredmény | Ellenfél Eredmény | Ellenfél Eredmény | Ellenfél Eredmény | Helyezés |
| ----------- | ------------ | ------------------------- | ----------------- | ----------------- | ----------------- | ----------------- | -------- |
| Roy Johnson | Kisváltósúly | Anatoly Kamnev (URS) · KO | kiesett           | kiesett           | kiesett           | kiesett           | 17.      |

## Vitorlázás
Nyílt
| Versenyző                                   | Versenyszám | Futam | Futam | Futam | Futam  | Futam  | Futam  | Futam | Pontszám | Helyezés |
| Versenyző                                   | Versenyszám | 1     | 2     | 3     | 4      | 5      | 6      | 7     | Pontszám | Helyezés |
| ------------------------------------------- | ----------- | ----- | ----- | ----- | ------ | ------ | ------ | ----- | -------- | -------- |
| Paul Hiles                                  | Finn dingi  | 19,0  | 13,0  | 16,0  | 26,0   | 25,0   | (41,0) | 20,0  | 119,0    | 15.      |
| James Amos Richard Belvin Eugene Simmons    | Sárkányhajó | 20,0  | 21,0  | 22,0  | 8,0    | (24,0) | 11,7   |       | 82,7     | 13.      |
| Alexander Cooper Kirk Cooper Beverly Walker | Soling      | 22,0  | 19,0  | 18,0  | (29,0) | 13,0   | 16,0   |       | 88,0     | 15.      |